# Albert Nađ
Albert Nađ (auch: Albert Nadj, serbisch-kyrillisch Алберт Нађ) (* 29. Oktober 1974 in Belgrad, SFR Jugoslawien) ist ein ehemaliger jugoslawischer bzw. serbisch-montenegrinischer Fußballspieler. Der 1,74 m große und 72 kg schwere defensive Mittelfeldspieler verbrachte die meisten Jahre seiner Karriere bei FK Partizan Belgrad. Zwischendurch war er jedoch auch in Spanien bei Real Oviedo, FC Elche und Betis Sevilla beschäftigt. 
Sein erstes Länderspiel bestritt er am 23. Dezember 1994 gegen Brasilien. Es folgten weitere 40 Einsätze, bei denen er insgesamt 3 Tore zählte. Im Jahre 1998 gehörte er zum Team, das sich für die WM in Frankreich qualifizierte, wurde jedoch dann nicht nominiert, weil er sich weigerte, die ihm zugewiesene Position einzunehmen. Im Jahre 2000 nahm er mit Jugoslawien an der Fußball-Europameisterschaft in Belgien und den Niederlanden teil. 2006 gehörte er wieder zur serbisch-montenegrinischen Mannschaft für die WM in Deutschland.

## Erfolge
- Jugoslawischer/Serbisch-Montenegrinischer Meister (5): 1992/93, 1993/94, 1995/96, 2002/03, 2004/05
- Jugoslawischer Pokalsieger: 1994

| Personendaten    | Personendaten                                      |
| ---------------- | -------------------------------------------------- |
| NAME             | Nađ, Albert                                        |
| ALTERNATIVNAMEN  | Nagy, Albert; Nadj, Albert; Нађ, Алберт (serbisch) |
| KURZBESCHREIBUNG | serbischer Fußballspieler                          |
| GEBURTSDATUM     | 29. Oktober 1974                                   |
| GEBURTSORT       | Belgrad, SFR Jugoslawien                           |